# Roberto Turigliatto
Roberto Turigliatto (Rivara, 19 settembre 1951) è un critico cinematografico italiano.

## Biografia
Laureato in Lettere all'Università di Torino, è il fratello minore dell'ex senatore di Rifondazione Comunista Franco Turigliatto. 
Nel 1974 è tra i fondatori del cineclub torinese Movie Club ideato dal cinefilo Baldo Vallero. Sotto la presidenza di Stefano Della Casa è stato segretario generale (fino al 1980), dal 1982 è stato nominato presidente. Dal 1976 al 1984 è tra i responsabili della programmazione del cineclub.
A partire dal 1982 inizia la collaborazione con il Festival Internazionale Cinema Giovani di Torino (poi Torino Film Festival), per il quale svolge gli incarichi di membro della commissione selezionatrice, membro del Comitato degli Esperti e ideatore e curatore di numerose retrospettive dedicate alla Nouvelle vague, al cinema polacco degli anni cinquanta/sessanta e di omaggi a Philippe Garrel, Paulo Rocha, Jerzy Skolimowski, Robert Kramer, Jean-Daniel Pollet, John Carpenter, Manoel de Oliveira, Jean-Marie Straub e Danièle Huillet, Júlio Bressane.
Negli anni novanta cura una serie di retrospettive per il Museo nazionale del Cinema di Torino e collabora alla Mostra internazionale del Nuovo Cinema di Pesaro. Collabora inoltre con il festival di Taormina nel 1992 e 1993 e con la Mostra di Venezia nel 1997 nelle sezioni Officina veneziana e Corto-cortissimo, nel 1999-2000 come membro del Comitato di Selezione e nel 2001 come curatore della sezione Nuovi territori e della retrospettiva dedicata a Guy Debord.
È uno dei curatori del programma di Rai 3 Fuori orario per il quale ha realizzato come autore oltre duecento puntate e notti tematiche.
Dal 2003 al 2006 è stato co-direttore, con Giulia D'Agnolo Vallan, del Torino Film Festival. Nel 2006, in seguito a delle profonde divergenze all'interno dei vertici del festival, venne chiamato Nanni Moretti a dirigerlo. Dal 2009 è tra i selezionatori del Festival di Locarno.